# Grup Phoebus
El grup Phoebus és un equip internacional de científics europeus, japonesos i estatunidencs que té com a objectiu detectar els modes solars g. A partir del 5 d'octubre de 2009, el grup ha elaborat finalment una ressenya que resumeix el treball realitzat durant els darrers 12 anys.

## Justificació científica
Des dels inicis de l'heliosismologia global a finals dels anys 70 del segle xx, la detecció de modes g ha estat la recerca del Grial. La detecció de modes g seria clau per a la comprensió de l'estructura interna i la dinàmica del nucli solar, tant com els modes p són clau per a l'estructura de les zones radiativa i convectiva. L'impacte de la detecció en mode g seria tan gran que podríem esperar que es retornés una gran quantitat d'informació. Es veurà, analitzarà i s'entendrà l'estructura i la dinàmica del nucli generador d'energia. L'estructura hidroestàtica del nucli, en particular les seves capes ajagudes més profundes, es descobrirà amb un nivell molt més alt d'exactitud i precisió; mentre que serà possible inferir les característiques de rotació del nucli, característiques que actualment no podem descobrir, amb un nivell de precisió satisfactori, amb les dades actuals en mode p.
Aquesta recerca va ser un motor important en el disseny d'instrumentació molt precisa i silenciosa que albergava naus espacials com el Solar and Heliospheric Observatory (SoHO. A bord de SOHO, hi ha tres instruments dedicats a l'heliosismologia, tots amb l'objectiu de detectar els modes g. Uns anys després del llançament de SoHO a finals de 1995, es va adonar que els modes g no es detectarien fàcilment.

## Seqüència d'esdeveniments
El 1997, es va formar un consorci d'heliosismòlegs amb el simple objectiu de detectar modes g. Els heliosismòlegs que pertanyen als consorcis SOHO i a les xarxes terrestres estaven fent equip per a aquest objectiu. Aquest consorci d'heliosismòlegs va rebre el nom del grup Phoebus en honor a Gaston Phoebus, comte de Foix, que va escriure un llibre sobre la caça, amb l'esperança d'"atrapar" uns quants modes g. El treball es va centrar en l'anàlisi de dades dels instruments SOHO (VIRGO, MDI) i xarxes terrestres (BiSON, Global Oscillations Network Group); sobre probabilitat i estadística; i sobre la predicció de models teòrics d'amplituds i freqüències en mode g.
El grup es va reunir al Centre Europeu de Recerca i Tecnologia Espacials, Noordwijk (Països Baixos) durant una sèrie de cinc tallers que es van celebrar els dies 3 i 7 de novembre de 1997 (1r), del 26 al 30 d'octubre de 1998 (2n), els dies 25 i 29 d'octubre de 1999 (3r), del 7 a l'11 de juny de 2001 (4t), del 17 al 21 de juny de 2002 (5è). Després del trasllat de Thierry Appourchaux a l'Institut d'Astrophysique Spatiale, el taller es va organitzar a l'International Space Science Institute sota els auspicis de Vittorio Manno i Roger-Maurice Bonnet. El grup es va reunir a Berna del 31 d'octubre al 4 de novembre de 2005 (6è), del 27 al 31 de març de 2006 (7è) (a Fréjus) i del 23 al 24 d'abril de 2007 (8è).
Membre actual 
Després, amb diferents interessos en la recerca, alguns membres del grup original van marxar i van ser substituïts. L'any 2004 es va produir un canvi important amb la inclusió de diversos membres del consorci GOLF. A partir de l'any 2009, els membres són els següents:
| - Bo Andersen, Centre espacial noruec, Noruega - Thierry Appourchaux, Institut d'Astrofísica Espacial, França - Frédéric Baudin, Institut d'Astrofísica Espacial, França - Patrick Boumier, Institut d'Astrofísica Espacial, França - Kevin Belkacem, Observatori París-Meudon, França - Anne-Marie Broomhall, Universitat de Warwick, Regne Unit - William Chaplin, Universitat de Birmingham, Regne Unit - Yvonne Elsworth, Universitat de Birmingham, Regne Unit - Wolfgang Finsterle, World Radiation Center, Davos, Suïssa - Claus Fröhlich†, Centre Mundial de Radiació, Davos, Suïssa - Alan Gabriel, Institut d'Astrofísica Espacial, França - Rafael A. Garcia, Laboratoire AIM, Saclay, France - Douglas Gough, Universitat de Cambridge - Gérard Grec, Observatori de la Costa Blava, França - Guenter Houdek, Universitat de Viena Antonio Jiménez, Instituto de Astrofisica de Canarias, Spain - Alexander Kosovichev, Universitat Stanford - Janine Provost, Observatori de la Costa Blava, França - Takashi Sekii, Observatori Astronòmic Nacional del Japó - Thierry Toutain, en permís del CNRS - Sylvaine Turck-Chièze, Laboratori AIM, Saclay, França |

## Membres anteriors
En la vida del grup van contribuir puntualment els següents membres:
| - Gabrielle Berthomieu, Observatori de la Côte d'Azur, França - Todd Hoeksema, Universitat Stanford - George Isaak, Universitat de Birmingham, Regne Unit - Phil Sherrer, Universitat Stanford - Richard Wachter, Centre Mundial de Radiació , Suïssa |

## Articles de referència
- Appourchaux, T.; Pallé, P. L.. «The History of the g-mode Quest». A: Fifty anys of Seismology of the Sun and Stars. Proceedings of a Workshop held 6–10 May (en anglès). 478, 2013, p. 125 (ASP Conference Proceedings).
- Appourchaux, T.; Belkacem, K.; Broomhall, A.-M.; Chaplin, W. J. «The quest for the solar g modes» (en anglès). Astronomy and Astrophysics Review, 18, 2010, p. 197. DOI: 10.1007/s00159-009-0027-z.
- Appourchaux, T.; Fröhlich, C.; Andersen, B.; Berthomieu, G. «Observational Upper Limits to Low-Degree Solar g-Modes» (en anglès). Astrophysical Journal, 538, 2000, p. 401. DOI: 10.1086/309124.
- Gabriel, A. H.; Baudin, F.; Boumier, P.; García, R. A. (en anglès) Astronomy and Astrophysics, 390, 3, 2002, p. 1119. DOI: 10.1051/0004-6361:20020695.
- García, R. A.; Turck-Chièze, S.; Jiménez-Reyes, S. J.; Ballot, J. «Tracking Solar Gravity Modes: The Dynamics of the Solar Core» (en anglès). Science, 316, 5831, 2007, p. 1591. DOI: 10.1126/science.1140598.
- Turck-Chiéze, S.; García, R. A.; Couvidat, S.; Ulrich, R. K. «Looking for Gravity-Mode Multiplets with the GOLF Experiment aboard SOHO» (en anglès). Astrophysical Journal, 604, 2004, p. 455. DOI: 10.1086/381743.
- Wachter, R.; Schou, J.; Kosovichev, A. G.; Scherrer, P. H. «Optimal Masks for Solar g-Mode Detection» (en anglès). Astrophysical Journal, 588, 2, 2003, p. 1199. DOI: 10.1086/374302.